# Anton Heinrich Dammert
Anton Heinrich Dammert (* 13. Januar 1765 in Hameln; † 27. Februar 1829 in Lingen (Ems)) war ein deutscher Wasserbauingenieur und königlich hannoverscher Baubeamter.

## Leben
Seine Eltern waren der Hamelner Schleusenmeister Christian Ludwig Dammert (1719–1786) und dessen Ehefrau Sophie Margarethe Dammert geb. Hillebrecht (1731–1801). Sein Großvater Johann Conrad genannt „Cord“ Dammert (* 1662 in Hannoversch Münden; † 1759 in Hameln) war Zimmermeister, Sägemüller, Schleusenmeister, Wasserbaumeister und Brückenarchitekt, der um 1756 die Mudde-Mühle erfand.
Zu seinen Brüdern zählten:
- Johann Christian (1754–1828), Oberdeichgraf in Hoya-Diepholz
- Ezechiel Adolph (1776–1834), Amtmann
- Richard Adolph Dammert

Seine Söhne waren:
- Ezechiel Adolf Dammert (1801–1856)[4]
- Anton Heinrich Dammert (jun.), Ingenieurhauptmann

Anton Heinrich Dammert leitete seit 1816 Arbeiten an der Oberelbe und später die die Schiffbarmachung der Ems. 1824 leitete er den Bau des Ems-Hase-Kanals.
1825 übernahm er die Leitung der Reparatur der durch die Februarflut 1825 beschädigten und zerstörten ostfriesischen Deiche, anschließend kehrte er mit geschwächter Gesundheit im Juni 1828 nach Lingen zurück, um die Arbeiten für die Schiffbarmachung der Ems zu vollenden, so dass die ersten Schiffe im Dezember 1828 auf dem Ems-Hase-Kanal fahren konnten.
Zum Zeitpunkt seines Todes war er königlich hannoverscher Oberbaurat und ein Oberdeichgraf.

## Auszeichnungen
Er war ein Ritter des Guelphen-Orden.